# Toorongo River
Toorongo River är ett vattendrag i Australien. Det ligger i delstaten Victoria, omkring 95 kilometer öster om delstatshuvudstaden Melbourne.
I omgivningarna runt Toorongo River växer i huvudsak städsegrön lövskog. Runt Toorongo River är det glesbefolkat, med 17 invånare per kvadratkilometer. Genomsnittlig årsnederbörd är 1 585 millimeter. Den regnigaste månaden är juni, med i genomsnitt 204 mm nederbörd, och den torraste är januari, med 68 mm nederbörd.